# Calixto Paulino Esono Abaga Obono
Calixto Paulino Esono Abaga Obono (* 17. März 1969 in Ebang-Zomo, Äquatorialguinea) ist ein äquatorialguineischer Geistlicher und römisch-katholischer Bischof von Evinayong.

## Leben
Calixto Paulino Esono Abaga Obono empfing am 22. Dezember 2000 das Sakrament der Priesterweihe.
Am 1. April 2017 ernannte ihn Papst Franziskus zum ersten Bischof von Evinayong. Der Präfekt der Kongregation für die Evangelisierung der Völker, Fernando Kardinal Filoni, spendete ihm sowie Juan Domingo-Beka Esono Ayang CMF und Miguel Angel Nguema Bee SDB am 20. Mai desselben Jahres die Bischofsweihe; Mitkonsekratoren waren der Erzbischof von Malabo, Juan Nsue Edjang Mayé, und der Bischof von Bata, Juan Matogo Oyana CMF. Die Amtseinführung erfolgte am 21. Mai 2017.